# Абрамов, Пётр Александрович
Пётр Алекса́ндрович Абра́мов (22 июля 1923 — 22 января 1983) — участник Великой Отечественной войны, командир орудия 130-го гвардейского артиллерийского полка 58-й гвардейской стрелковой дивизии 5-й гвардейской армии 1-го Украинского фронта, Герой Советского Союза (1945), гвардии сержант.

## Биография
Родился 22 июля 1923 года в селе Еделево ныне Кузоватовского района Ульяновской области в семье крестьянина. Русский. Образование начальное. Работал в колхозе.
В Красной Армии с 1942 года. Участник Великой Отечественной войны с апреля 1942 года. В 1942 году стал членом ВКП(б). Принимал участие в освобождении Украины и Польши.
10 августа 1944 года на левом берегу реки Висла в районе станции Ратае (Польша) командир орудия 130-го гвардейского артиллерийского полка (58-я гвардейская стрелковая дивизия, 5-я гвардейская армия, 1-й Украинский фронт) гвардии сержант Пётр Абрамов, отражая атаку вражеских танков, уничтожил головной тяжёлый танк, а затем подбил два средних танка и пушку.
Когда его орудие было выведено из строя, продолжал поражать пехоту противника огнём из пулемёта.
Указом Президиума Верховного Совета СССР от 21 февраля 1945 года за образцовое выполнение боевых заданий командования на фронте борьбы с немецко-фашистскими захватчиками и проявленные при этом мужество и героизм, гвардии сержанту Абрамову Петру Алексеевичу (так указано в наградных документах и Указе ПВС СССР) присвоено звание Героя Советского Союза со вручением ордена Ленина и медали «Золотая Звезда» (№ 7618).
После войны старшина П. А. Абрамов демобилизован из Вооружённых Сил СССР. Вернулся в родное село. Работал заведующим избой-читальней. Затем переехал в город Ульяновск, где работал техником в отделе капитального строительства города. Скончался 22 января 1983 года.

## Награды
- Медаль «Золотая Звезда» Героя Советского Союза
- Орден Ленина
- Орден Красной Звезды

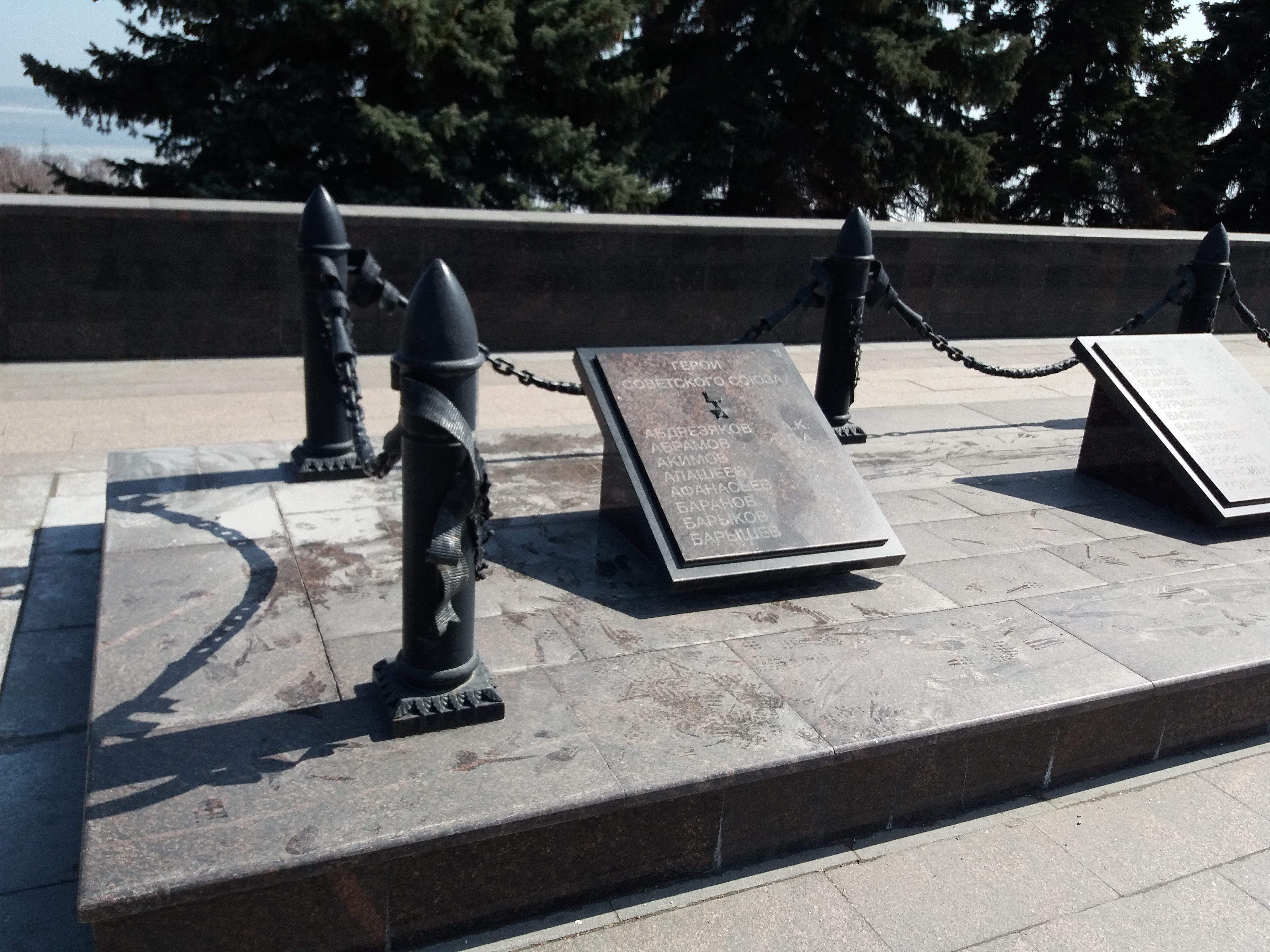
Мемориальная доска с именами Героев, Ульяновск.

- Мемориальная доска с именами Героев, Ульяновск.Медали

## Память
- На Мемориале «Воинам-ульяновцам, погибшим в годы Великой Отечественной войны 1941—1945 гг.» (пл. 30-летия Победы, Ульяновск), установлена мемориальная плита с его именем;